# Jurgen Ekkelenkamp
Jurgen Ekkelenkamp (Zeist, 5 april 2000) is een Nederlands voetballer die bij voorkeur als middenvelderspeelt. In augustus 2024 maakte hij de overstap van Royal Antwerp FC naar Udinese.

## Clubcarrière

### Ajax
Jurgen Ekkelenkamp speelde in de jeugd van FC Omniworld (later Almere City) en Ajax, en werd gedurende deze periode ook geselecteerd voor Nederlandse jeugdelftallen.
Op 9 april 2018 debuteerde Ekkelenkamp in het betaalde voetbal voor Jong Ajax, in de met 2-5 gewonnen uitwedstrijd tegen FC Den Bosch. Hij begon in de basis, scoorde in de 47e minuut de 2-3, en werd in de 76e minuut vervangen door Kaj Sierhuis. Op 19 april 2018 maakte hij op achttienjarige leeftijd zijn debuut in het eerste elftal van Ajax, in de thuiswedstrijd tegen VVV-Venlo.
In het seizoen 2018/19 bleef hij spelen voor Jong Ajax. Af en toe viel hij in bij het eerste elftal, in zowel de Eredivisie, de KNVB Beker, als de Champions League. Op 10 april 2019 maakte Ekkelenkamp als invaller zijn debuut in de kwartfinale van de Champions League-editie van 2018/19 tegen Juventus. Deze thuiswedstrijd eindigde in een 1-1 gelijkspel. Ekkelenkamp was na de wedstrijd internationaal een van de meest besproken spelers omdat hij op ludieke wijze een counter van Juventus onderbrak door Cristiano Ronaldo neer te halen. Hiermee voorkwam hij gevaar voor het doel van Ajax. Met het eerste van Ajax won hij de dubbel, hoewel zijn bijdrage hieraan in speeltijd gemeten beperkt was.
Ook in het seizoen 2019/20 bleef Ekkelenkamp spelen voor Jong Ajax. Hij werd in september vanuit de selectie van Jong Ajax overgeplaatst naar de selectie van het eerste team. Op 22 december kreeg hij tegen ADO Den Haag voor het eerst een basisplaats in de Eredivisie. Ajax won met 6-1 en Ekkelenkamp scoorde. In seizoen 2020/21 kreeg Ekkelenkamp niet vaak een basisplaats in het eerste team, en moest hij het dus vooral stellen met invalbeurten. Met Ajax wint hij zijn tweede landstitel. In totaal speelde Ekkelenkamp 45 wedstrijden voor Jong Ajax en 40 voor Ajax.

### Hertha BSC
Op 27 augustus 2021 maakte Ekkelenkamp een transfer van Ajax naar Hertha BSC, dat hem overnam voor drie miljoen euro. Hij tekende een contract tot 30 juni 2025. Hij debuteerde op 17 september 2021 voor Hertha in een competitieduel tegen Greuther Fürth. Hij kwam in het veld voor Kevin-Prince Boateng en scoorde na 87 seconden. Hij speelde dat seizoen 22 wedstrijden voor Hertha, waarin hij drie keer scoorde. 

### Royal Antwerp
Na een aanvankelijk principeakkoord met Club Brugge, tekende Ekkelenkamp in augustus 2022 voor vier jaar bij Royal Antwerp. Met de transfer was 4,5 miljoen euro gemoeid. Hij ging spelen onder landgenoot Mark van Bommel en met landgenoten Calvin Stengs, Vincent Janssen en Gyrano Kerk. Ook oud-Ajacieden Toby Alderweireld en Viktor Fischer speelden dat seizoen bij Royal Antwerp. Hij maakte op 14 augustus tegen KAS Eupen zijn debuut voor Royal Antwerp. Hij was goed voor vijf assists in zijn eerste vijf competitiewedstrijden, maar scoorde pas op 20 oktober tegen KV Oostende zijn eerste doelpunt voor Royal Antwerp. 
Dat seizoen won Ekkelenkamp de landstitel met Royal Antwerp, voor het eerst in 66 jaar. Ook stond hij op 30 april 2023 in de finale van de Beker van België tegen KV Mechelen. Op Ekkelenkamp werd in het strafschopgebied een overtreding gemaakt, waarna Janssen de openingstreffer binnen schoot. Uiteindelijk won Royal Antwerp met 2-0, voor de vierde keer in de historie. Zelf was Ekkelenkamp dat seizoen goed voor zes goals en negen assists.
Het seizoen erna ging minder voorspoedig voor Ekkelenkamp en Royal Antwerp. In de Champions League won het alleen de laatste wedstrijd van FC Barcelona, nadat de vorige vijf wedstrijden allen verloren gingen. Ekkelenkamp was daar zelf niet, hij zat nog een rode kaart uit die hij had opgelopen in de vierde groepswedstrijd tegen FC Porto. In eigen land won Royal Antwerp weliswaar de Belgische Supercup, maar zowel de beker als de competitie kon het niet prolongeren. In de bekerfinale werd met 1-0 verloren van Union Sint-Gillis, terwijl Royal in de competitie derde eindigde. 

### Udinese
Op 6 augustus 2024 tekende Ekkelenkamp een contract voor vijf seizoenen tot de zomer van 2029 bij Serie A-club Udinese. Bij Udinese treft hij één landgenoot in voormalig PEC Zwolle-verdediger Kingsley Ehizibue. Met oud-Spartaan Maduka Okoye en voormalig Ajax-spits Lorenzo Lucca spelen er nog meer spelers met een Eredivisie-verleden. 

## Clubstatistieken
| Seizoen         | Club            | Competitie      | Competitie | Competitie |
| Seizoen         | Club            | Competitie      | Wed.       | Dlp.       |
| --------------- | --------------- | --------------- | ---------- | ---------- |
| 2017/18         | Jong Ajax       | Eerste divisie  | 1          | 1          |
| 2018/19         | Jong Ajax       | Eerste divisie  | 21         | 4          |
| 2019/20         | Jong Ajax       | Eerste divisie  | 17         | 11         |
| 2020/21         | Jong Ajax       | Eerste divisie  | 6          | 1          |
| Beloften totaal | Beloften totaal | Beloften totaal | 45         | 17         |

Senioren
| Seizoen         | Club            | Competitie         | Competitie | Competitie | Beker | Beker | Overig | Overig | Totaal | Totaal |
| Seizoen         | Club            | Competitie         | Wed.       | Dlp.       | Wed.  | Dlp.  | Wed.   | Dlp.   | Wed.   | Dlp.   |
| --------------- | --------------- | ------------------ | ---------- | ---------- | ----- | ----- | ------ | ------ | ------ | ------ |
| 2017/18         | Ajax            | Eredivisie         | 3          | 0          | 0     | 0     | 0      | 0      | 3      | 0      |
| 2018/19         | Ajax            | Eredivisie         | 3          | 0          | 1     | 1     | 1      | 0      | 5      | 1      |
| 2019/20         | Ajax            | Eredivisie         | 4          | 1          | 3     | 1     | 1      | 0      | 8      | 2      |
| 2020/21         | Ajax            | Eredivisie         | 15         | 3          | 4     | 0     | 4      | 0      | 23     | 3      |
| 2021/22         | Ajax            | Eredivisie         | 0          | 0          | 0     | 0     | 1      | 0      | 1      | 0      |
| 2021/22         | Hertha BSC      | Bundesliga         | 21         | 3          | 1     | 0     | 0      | 0      | 22     | 3      |
| 2022/23         | Royal Antwerp   | Jupiler Pro League | 33         | 6          | 5     | 0     | 2      | 0      | 40     | 6      |
| 2023/24         | Royal Antwerp   | Jupiler Pro League | 39         | 5          | 6     | 0     | 6      | 0      | 51     | 5      |
| 2024/25         | Royal Antwerp   | Jupiler Pro League | 1          | 0          | 0     | 0     | 0      | 0      | 1      | 0      |
| 2024/25         | Udinese         | Serie A            | 9          | 0          | 0     | 0     | 0      | 0      | 9      | 0      |
| Carrière totaal | Carrière totaal | Carrière totaal    | 128        | 20         | 20    | 2     | 15     | 0      | 163    | 22     |

Bijgewerkt t/m 25 november 2024.

## Erelijst
| Competitie             | Aantal    | Jaren            |
| Jong Ajax              | Jong Ajax | Jong Ajax        |
| ---------------------- | --------- | ---------------- |
| Eerste divisie         | 1x        | 2017/18          |
| Ajax                   |           |                  |
| Eredivisie             | 2x        | 2018/19, 2020/21 |
| KNVB beker             | 2x        | 2018/19, 2020/21 |
| Johan Cruijff Schaal   | 1x        | 2019             |
| Royal Antwerp          |           |                  |
| Kampioen Eerste klasse | 1x        | 2022/23          |
| Beker van België       | 1x        | 2022/23          |
| Belgische Supercup     | 1x        | 2023             |